# Barbula dusenii
Barbula dusenii är en bladmossart som beskrevs av C. Müller och Brotherus 1897. Barbula dusenii ingår i släktet neonmossor, och familjen Pottiaceae. Inga underarter finns listade i Catalogue of Life.